# Денієл Ковальський
Денієл Ковальський (англ. Daniel Kowalski, 2 липня 1975) — австралійський плавець.
Олімпійський чемпіон 2000 року, призер 1996 року.
Чемпіон світу з водних видів спорту 1998 року, призер 1994 року.
Чемпіон світу з плавання на короткій воді 1993, 1995 років, призер 1999 року.
Переможець Пантихоокеанського чемпіонату з плавання 1995 року, призер 1993 року.
Переможець Ігор Співдружності 1994, 1998 років.